# Códice de Laurencio

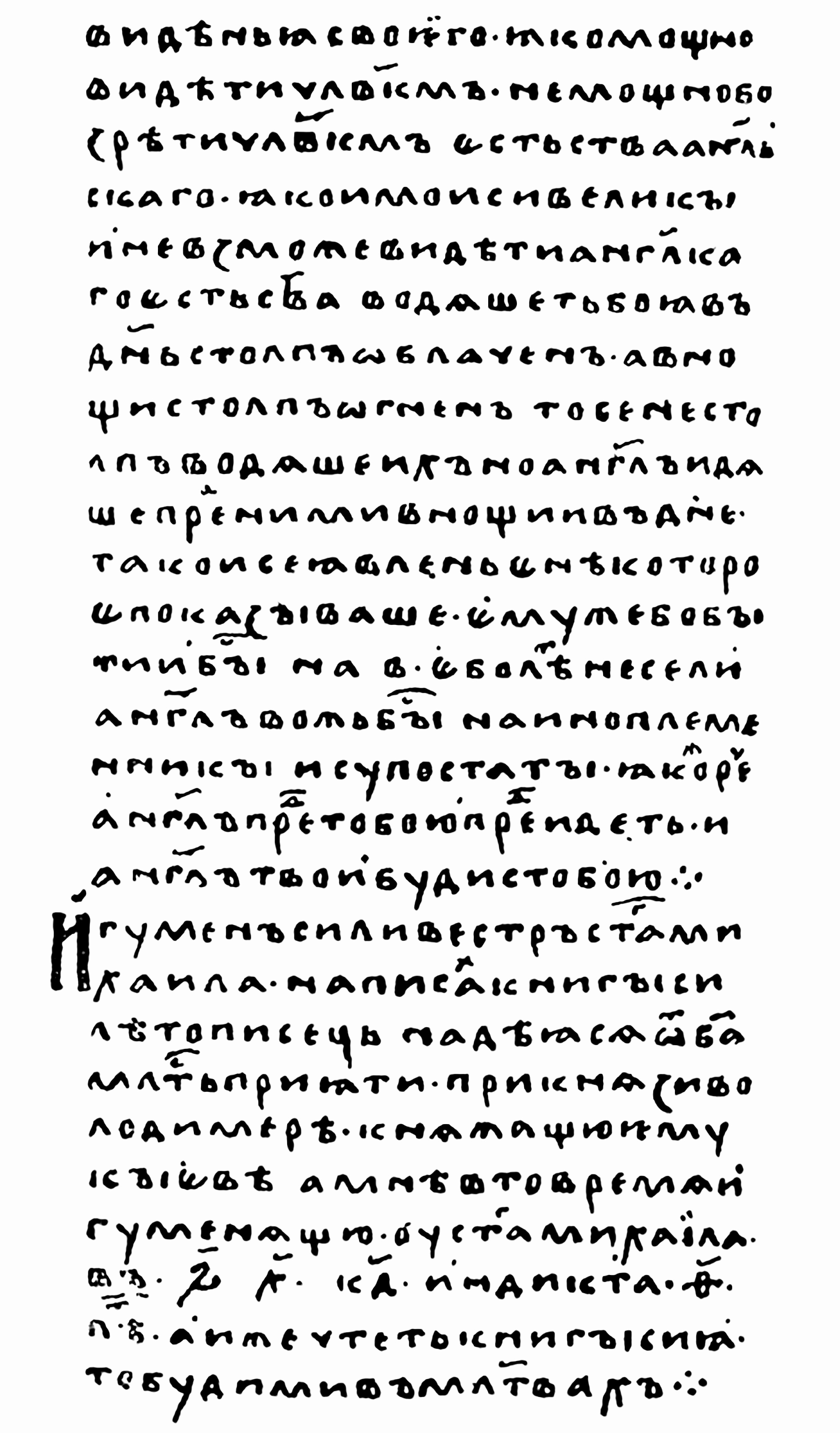

El códice de Laurencio (del ruso: Лаврентьевский список, Лаврентьевская летопись) es una colección de crónicas que incluye la más antigua versión de la Crónica de Néstor y sus continuaciones, mayoritariamente relacionando los acontecimientos del Principado de Vladímir-Súzdal. La lengua de este códice es el eslavo eclesiástico.
El códice fue copiado por el monje Laurencio de Nizhni Nóvgorod, para el Príncipe Dmitri Konstantínovich en 1377. El texto original utilizado era un códice perdido compilado para el duque Miguel Yaroslávich en 1305. El relato continúa hasta 1305, pero los años 898–922, 1263–83 y 1288–94 se han omitido por alguna razón. El manuscrito fue adquirido por el conde Musin-Pushkin en 1792 y posteriormente fue presentado en la Biblioteca Nacional Rusa en San Petersburgo.